# ГЕС Магат
ГЕС Магат — гідроелектростанція на Філіппінах на острові Лусон. Використовує ресурс із річки Магат, яка дренує східний схил Кордильєри-Сентраль та впадає ліворуч до Кагаян, що тече у північному напрямку до впадіння у Лусонську протоку (прохід Бабуян), яка з'єднує Філіппінське та Південно-Китайське моря.
У межах проекту річку перекрили кам'яно-накидною греблею висотою 114 метрів та довжиною 4160 метрів. Вона утримує водосховище з площею поверхні 17 км2 та об'ємом 1254 млн м3 (корисний об'єм 969 млн м3), в якому припустиме коливання рівня в операційному режимі між позначками 160 та 193 метри НРМ.
Пригреблевий машинний зал обладнали чотирма турбінами типу Френсіс загальною потужністю 360 МВт, які при напорі від 58 до 88 метрів (номінальний напір 81 метр) забезпечують виробництво 735 млн кВт-год електроенергії на рік.
Окрім виробництва електроенергії комплекс здійснює зрошення 105 тисяч гектарів земель.